# Đà điểu Bắc Phi
Đà điểu Bắc Phi hoặc đà điểu cổ đỏ (đà điểu Camelus), cũng được gọi là đà điểu Barbary, là phân loài được chỉ định thuộc nhóm Đà điểu châu Phi của vùng Tây Phi và Bắc Phi. Nó là phân loài to nhất, và là loài chim sống lớn nhất.

## Lịch sử tiến hoá
Trong những năm 90, bộ phận kiểm soát phân tích DNA ty thể Haplotype đã tiết lộ rằng đà điểu Ả Rập từ vùng phía Tây Châu Á có họ hàng gần với đà điểu Bắc Phi.
Năm 2017, viện nghiên cứu Birbal Sahni của Palaeobotany đã phát hiện ra rằng loài đà điểu châu Phi đã từng sống ở Ấn Độ khoảng 25000 năm trước. Nghiên cứu gen trên 11 vỏ trứng hóa thạch từ 8 địa điểm khảo cổ ở các bang Rajasthan Gujarat và Madhya Pradesh đã tìm thấy 92% sự giống nhau về gen di truyền giữa các vỏ trứng với đà điểu Bắc Phi. Người ta cho rằng những con đà điểu di chuyển giữa Ấn Độ và Châu Phi trước khi vùng Ấn Độ trôi dạt khỏi Châu Phi.

## Mô tả
Đà điểu Bắc Phi là loài đà điểu lớn nhất của phân loài S. camelus, với chiều cao 2,74 m (9,0 ft) và cân nặng lên đến 154 kilôgam (340 lb). Cổ có màu hồng, lông của con đực có màu đen và trắng, còn lông của con cái có màu bạc.

## Môi trường sống và phân loại
Đà điểu Bắc Phi phổ biến rộng rãi từ vùng phía Tây đến vùng Đông Bắc Châu Phi. Loài này từng bao gồm các loài vùng Ethiopia và Sudan ở phía đông xuyên suốt từ Sahel đến Senegal, phía tây Mauritanie, phía bắc vùng Ai Cập và vùng phía nam Monrocco. Loài này gần đây đã biến mất khỏi khu vực này và chỉ còn sót lại ở 6 trong số 18 quốc gia ban đầu mà nó xuất hiện. Nó cũng có thể xuất hiện ở Sinai Peninsula, nơi những con Đà điểu Ả Rập đã từng sinh sống. Đà điểu Bắc Phi có thể được tìm thấy trong các cánh đồng trống và những thảo nguyên, đặc biệt là ở vùng Sahel Châu Phi. Ở Châu Á, những con đà điểu Bắc Phi được phát hiện sống ở các đồng cỏ, bán sa mạc và đồng bằng.

## Tình trạng bảo tồn
Đà điểu Bắc Phi đã giảm đáng kể đến mức được đưa vào CITES Appendix I và một số được coi là cực kì nguy cấp. Đà điểu Bắc Phi nằm trong một phần dự án của Quỹ bảo tồn Sahara với mục tiêu bảo vệ loài khỏi sự tuyệt chủng và khôi phục lại quần thể của loài tại các vùng Sahara và Sahel.